# Wasserkraftwerk St. Anton

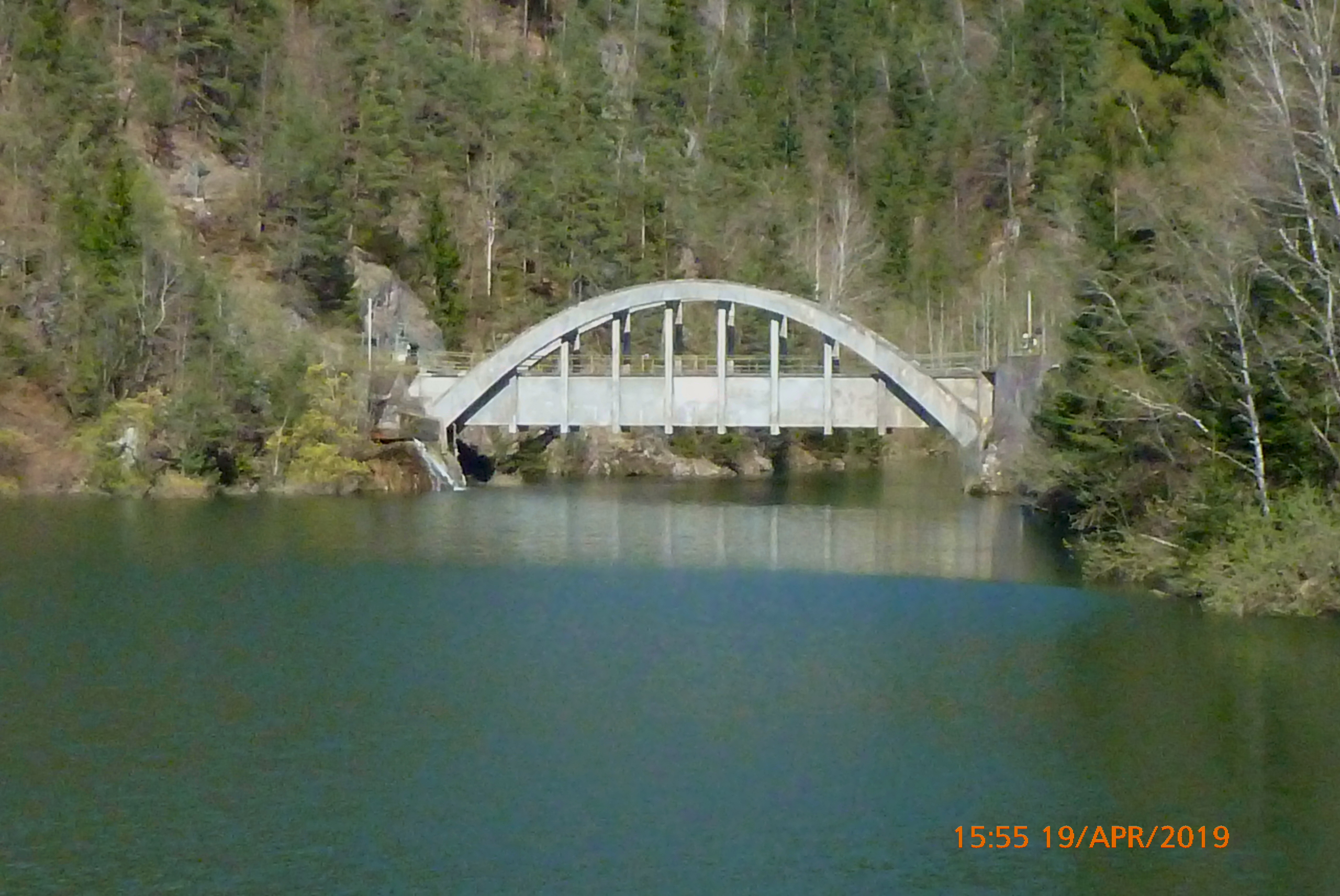
Wasserkraftwerk St. Anton in Bozen, Speichersee Wangen, Zuleitungsstollen mit Brücke zur Überführung des Wassers am See vorbei

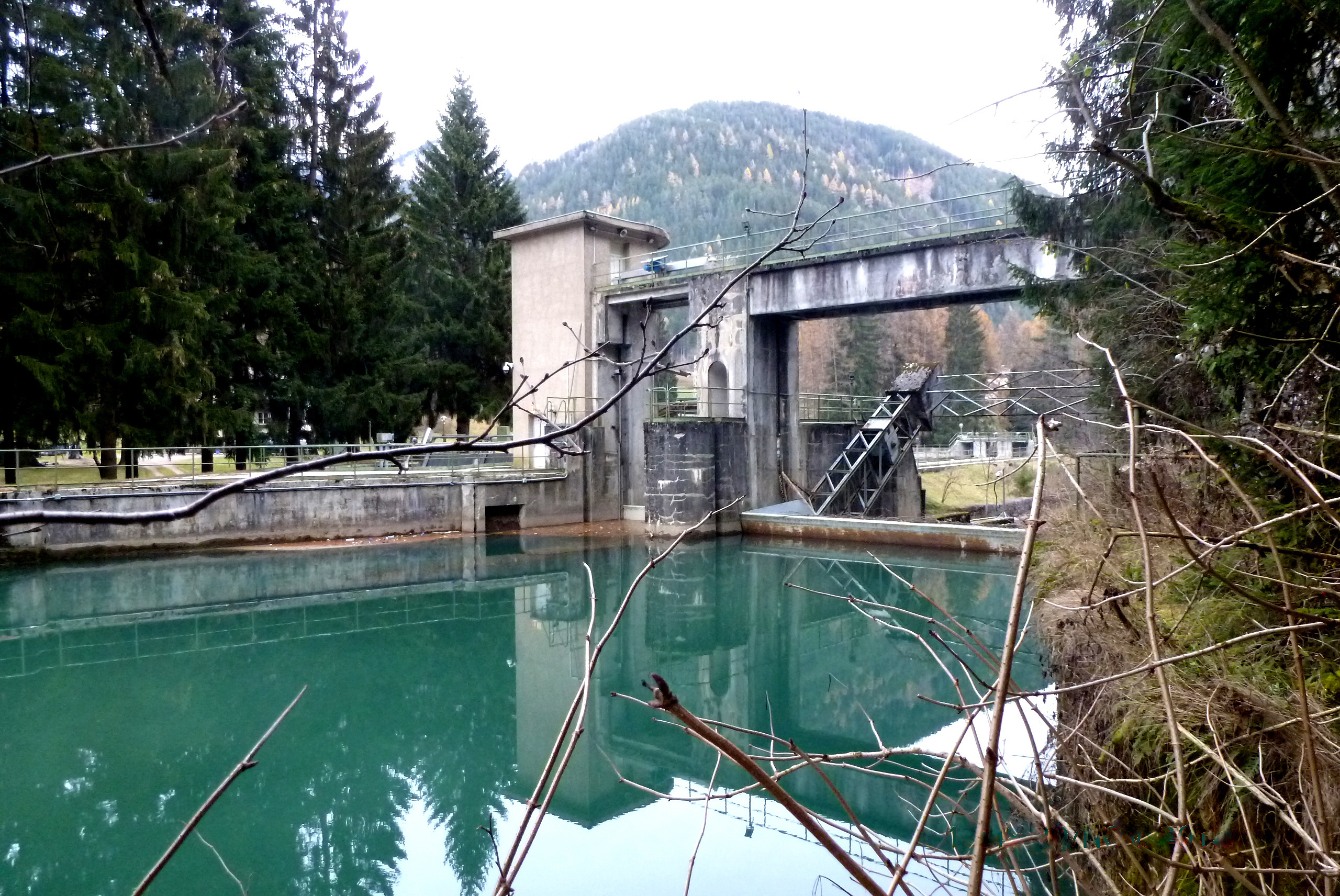
Wasserkraftwerk St. Anton, Bozen, Wasserfassung der Talfer im Sarntal bei Bad Schörgau

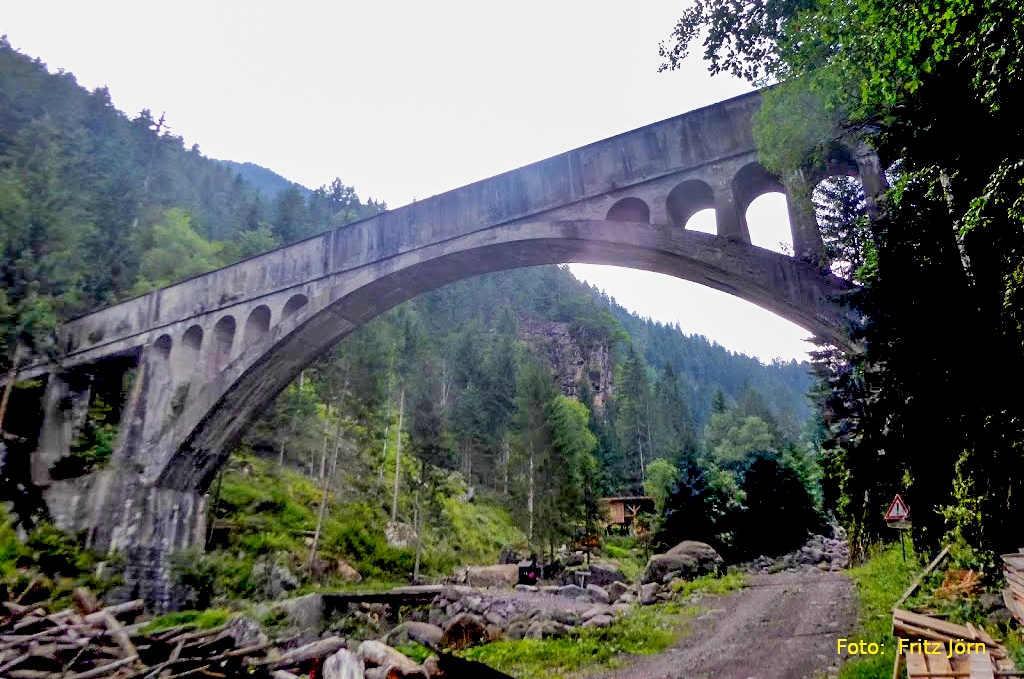
Zuleitung Speichersee Wangen: Tanzbach-Aquädukt

Das Wasserkraftwerk St. Anton (italienisch Centrale idroelelettrica Sant’Antonio) liegt am Ausgang des Sarntales auf dem Gemeindegebiet von Ritten bei Bozen und dient der Erzeugung von Regelleistung. Das Kraftwerk erzeugt max. 90 MW und eine Jahresgesamtleistung von etwa 300 GWh. St. Anton nutzt das Wasser des Flusses Talfer, das im Wangener Stausee bei Wangen bzw. Oberinn am Ritten gespeichert wird. Betreiber ist seit 2015 die Eisackwerk GmbH.

## Lage
Das ursprüngliche Maschinenhaus (bis zur Neugestaltung des Kraftwerkes 2018/19) liegt direkt am linken Talferufer, etwas oberhalb der Talstation der Seilbahn Jenesien. Das neugestaltete Kraftwerk liegt vollständig in Kavernen im Bozner Porphyrgebirge, hinter dem bisherigen Maschinenhaus, und ist nur noch an der Umspannanlage erkennbar.

## Geschichte
Die Maschinenhalle von 1951 wurde zwischen 2018 und 2019 in Kavernen im Porphyrfelsen hinter dem bisherigen Maschinenhaus verlegt. Die bisherige Technik wurde komplett durch neue Anlagen ersetzt. Gleichzeitig wurde im Berg ein Pufferbecken zur Moderation von gefährlichen Schwallwassern in der Talfer angelegt. Das aktuelle Kraftwerk ist seit Mai 2019 am Netz.

### Geschichte des Kraftwerkes bis 2019
Das erste Kraftwerk St. Anton wurde 1951 mit 3 Turbinen im Maschinenhaus direkt an der Talfer erbaut. Die 3 Turbinen lieferten max. 72 MW Leistung und bis 270 GWh Strom pro Jahr. Die Produktion dieses ersten Kraftwerkes wurde im Januar 2019 eingestellt. 2015 übernahm die Eisackwerk Srl (GmbH) das Kraftwerk St. Anton von SE Hydropower.

### Unfälle in der Talfer durch Schwallwasser
Im Kraftwerk St. Anton führten Schwallwasser beim Anfahren der Turbinen zur Gefährdung von Erholungssuchenden auf der unterhalb liegenden Talferwiesen, wo immer wieder Personen das Talferbett betreten und es zu mehr als 20 tödlichen Unfällen kam.

### Umbau 2018–2019
Von 2018 bis 2019 wurden die kompletten Anlagen des Turbinenhauses durch neue ersetzt und in 3 neu gegrabenen Kavernen ca. einen km  so in das  Bozner Porphyrgebirge hinter dem Turbinenhaus verlegt, dass die Druckrohrleitung vom Wasserschloss auf die Turbinen senkrecht verlegt werden konnte. Der Schacht dafür wurde neu gebohrt (Raise-Boring-Verfahren).
Ziel des Umbaus war neben der Erhöhung der Turbinenleistung und Jahresstromerzeugung die Moderation der in der Vergangenheit aufgetretenen, gefährlichen Schwallwasser in der Talfer.

## Technik

### Fallhöhe
Vom Speichersee Wangen fließt das Wasser über Stollen zum Wasserschloss. Von dort fällt es 595 m durch das Druckrohr (Ø 2,20 m) senkrecht in die Kaverne zur Verteilung auf die 3 Turbinen.

### Maschinenhalle
Die komplette Turbinenhalle – ebenso wie das Moderationsbecken als Puffer für das turbinierte Wasser –  ist in 3 Kavernen ca. einen km im Gebirge untergebracht. Die Kavernen sind über zwei gut 300 m lange Zugangsstollen erschlossen. Deren Eingang liegt nahe dem Turbinenhaus von 1951.

#### Turbinentechnik
Die 3 vertikalachsigen Peltonturbinen stammen von der Troyer AG in Sterzing und leisten jeweils 30 MW. Es handelt sich um 4-düsige Turbinen mit Bremsdüsen und vertikaler Achse. Die Laufräder wurden aus einem Monoblock aus Stahl gefräst und haben einen Durchmesser von 2080 mm mit jeweils 19 Schaufelblättern (Becher). Der Wasserstrahl aus den 4 Düsen erreicht 385 km/h bei einem Durchfluss von 6 m³/s je Turbine. Die Synchron-Generatoren liegen über den Laufrädern und haben eine Drehzahl von 600/min. Die Anlagensteuerung stammt ebenfalls von der Troyer AG.

#### Das Puffer- oder Moderationsbecken
Das Moderationsbecken ist in einer speziellen, 900 m langen und bis 15 m breiten Kaverne untergebracht und fasst bei 8,1 m Wasserstand 95.000 m³.

### Netzanbindung
Der erzeugte elektrische Strom wird mit 13.800 Volt aus dem Berg heraus geführt und außerhalb auf 220 kV hochgespannt.

### Wasserfassung und Speichersee Wangen
Die Wasserfassung an der Talfer liegt ca. 2 km unterhalb von Sarnthein bei Bad Schörgau. Die Zuleitung zum Speichersee Wangen führt ca. 10 km durch einen Stollen im Osthang des Sarntales, quert das Tanzbachtal über einen Aquädukt und hat einen Zugang von der Verbindungsstraße Sarntal-Wangen.

Kurz nach der Wasserfassung leitet das Wasserkraftwerk Sarnthein in Bundschen das Wasser aus seinen Turbinen in den Zuleitungs-Stollen ein. Das Wasser aus dem Tanzbachtal fließt ebenfalls in den Stollen.

Der Speichersee Wangen besitzt eine Bogenstaumauer mit Mauerkrone in 919 m Höhe und fasst rund 350.000 m³, wovon 320.000 m³ zur Stromerzeugung genutzt werden können.

Am Speichersee Wangen kann das Wasser aus dem Zuleitungs-Stollen über eine Bogenbrücke über den Stausee und damit an diesem vorbei geleitet werden.

## Wasserkraftwerk Mühlbach
2012 wurde von den Eisackwerken auch das Wasserkraftwerk Mühlbach im unteren Pustertal mit gleichem Konzept, Maschinenhaus in einer Kaverne und senkrechter Druckrohrleitung, umgebaut. Auch in Mühlbach sind 4-düsige Pelton Turbinen von der Troyer AG  verbaut.